# Zanzan Atte-Oudeyi
Zanzan Atte-Oudeyi (Lomé, 2 de setembro de 1980) é um ex-futebolista profissional togolês que atuava como meia.

## Carreira
Zanzan Atte-Oudeyi representou o elenco da Seleção Togolesa de Futebol no Campeonato Africano das Nações de 2006.